# Butlletí Oficial del Principat de Catalunya
El Butlletí Oficial del Principat de Catalunya va ser una publicació carlista publicada a Sant Joan de les Abadesses (Girona) entre el 18 de desembre de 1874 i el 31 de març de 1875, en plena Tercera Guerra Carlista, després de la restitució de les constitucions catalanes per part del pretendent carlí, Carles de Borbó.
L'edició del butlletí va ser ordenada per Rafael Tristany, general en cap de l'exèrcit real carlista a Catalunya i president de la seva Diputació á Guerra, una Diputació General catalana creada com a organisme polític consultiu mitjançant un reial decret emès al municipi d'Estella-Lizarra situat a Navarra.
Segons les disposicions de Tristany, a Catalunya no podien publicar-se més diaris oficials que el Butlletí Oficial del Principat de Catalunya, i va ordenar subscriure's al mateix a totes les comandàncies militars i dependències de la Diputació, així com a tots els ajuntaments catalans. L'adreça del butlletí s'atribueix a Marià Fortuny i Portell.
Va servir com a canal de difusió de les disposicions de les autoritats polítiques i militars de l'Exèrcit carlista, inserint en la seva Secció oficial la normativa per a la constitució de cossos com els Mossos d'Esquadra i el Sometent, a més d'informar sobre la guerra i publicar bàndols, proclames, etc.